# Lee Eugene
Lee Eugene (en hangul,  이유진; nacido en Gwacheon el 11 de diciembre de 2004; también conocido como Lee Yu-jin y entre 2019 y 2021 como Yoo Jin-woo, en hangul 유진우) es un actor surcoreano.

## Carrera
Tras un pequeño papel en Miss Hammurabi, debutó en televisión con el personaje de Woo Soo-han en la serie de JTBC Sky Castle (2018), como uno de los dos actores infantiles de la misma. En cine su primer papel fue también en 2018, en el cortometraje Be the Reds, invitado al Festival Internacional de Cortometrajes de Busan, y donde recibió críticas positivas por su actuación.
En octubre de 2019 firmó un contrato de representación exclusiva con la agencia Namoo Actors, y además adoptó el nombre artístico de Yu Jin-woo,que dos años después abandonaría. También en 2021 abandonó Namoo Actors para firmar con Image Nine Communications.
En 2023 dejó ya los papeles infantiles y entró en el reparto de la serie de suspenso de SBS The Escape of the Seven, con el personaje de Han Cheong-soo.

## Filmografía

### Cine
| Año  | Título               | Papel                   | Notas        | Ref.  |
| ---- | -------------------- | ----------------------- | ------------ | ----- |
| 2018 | Be the Reds          |                         | Cortometraje | [ 7 ] |
| 2020 | The Golden Holiday   | Hong Byung-soo de joven |              | [ 8 ] |
| 2021 | The Song in My Heart |                         | Cortometraje | [ 7 ] |

### Series de televisión
| Año     | Título                  | Papel                            | Canal   | Notas                  | Ref.          |
| ------- | ----------------------- | -------------------------------- | ------- | ---------------------- | ------------- |
| 2018    | Miss Hammurabi          | Estudiante en una ferretería     | JTBC    | Cameo                  | [ 2 ]         |
| 2018    | Sky Castle              | Woo Soo-han                      | JTBC    |                        | [ 2 ] [ 9 ]   |
| 2019    | Pegasus Market          | Jung Sang-tae                    | tvN     | Ep. 1, 4               | [ 10 ]        |
| 2020    | SF8                     | Guía turístico                   | MBC     | Episodio Joan's Galaxy | [ 11 ]        |
| 2020    | Sweet Home              | Pyeon Sang-wook de joven         | Netflix | Serie web, temp. 1     | [ 12 ]        |
| 2021    | Melancholia             | Sung Yoo-chan                    | tvN     |                        | [ 13 ] [ 4 ]  |
| 2022    | Why Her?                | Gong Chan de joven / Kim Dong-gu | SBS     |                        | [ 13 ] [ 9 ]  |
| 2023-24 | The Escape of the Seven | Han Cheong-soo                   | SBS     | Dos temporadas         | [ 14 ] [ 15 ] |

## Otras actividades

### Variedades televisivas
| Año  | Título        | Función     | Canal | Notas                       | Ref.          |
| ---- | ------------- | ----------- | ----- | --------------------------- | ------------- |
| 2019 | Produce X 101 | Concursante | Mnet  | Terminó en la posición 55.ª | [ 16 ] [ 17 ] |

## Premios y nominaciones
| Año  | Premios   | Categoría           | Papel   | Resultado | Ref.   |
| ---- | --------- | ------------------- | ------- | --------- | ------ |
| 2022 | SBS Drama | Mejor actor juvenil | Why Her | Ganador   | [ 18 ] |